# Як-55
Як-55 — одномісний пілотажний літак, розроблений в ДКБ імені Яковлєва в 1979 році.
Літак призначений для тренування льотчиків-спортсменів і виступів на змаганнях з вищого пілотажу.

## Модифікації літака
| Назва моделі | Короткі характеристики, відмінності. |
| ------------ | --- |
| Як-54        | Двомісний навчально-тренувальний на базі Як-55М. Перший політ 23 грудня 1993 року. |
| Як-55        | Прототип. Перший політ у травні 1981 року. Був виготовлений один (за іншими відомостями два літака).                                                                                               |
| Як-55        | Базовий. У 1985-1991 роках виготовлено 108 літаків. Від прототипу відрізнявся новим крилом з гострим носком профілю.                                                                               |
| Як-55М       | Модернізований. Відрізняється крилом зменшеного розмаху. Перший політ у травні 1989 року. У 1991-1993 роках виготовлено 106 літаків. У 1996 році випущено 7 комплектів деталей для збирання в США. |

## Тактико-технічні характеристики Як-55 / Як-55М

### Технічні характеристики
- Екіпаж: 1 людина
- Довжина: 7.507 м
- Висота на стоянці: 2.20 м
- Розмах крила: 9 м / 8.10 м
- Площа крила: 14.80 м2 / 12.80 м2
- Маса порожнього: 550 кг
- Максимальна злітна:
  - у тренувальному варіанті: 870 кг / 855 кг
  - у перегінному варіанті: 975 кг
- Запас палива: 140 л
- Двигуни: 1 ПД М-14П
- Потужність: 1 х 360

### Льотні характеристики Як-55 / Як-55М
- Максимальна швидкість:
  - за приладами: 450 км/год
  - біля землі: 290 км/год / 305 км/год
  - пілотування: 360 км/ч
- Максимальна вертикальна швидкість:
  - у злітному режимі в землі: 15.5 м/с
  - у номінальному режимі біля землі: 10.0 м/с
  - на висоті 1000 м: 8.5 м/с
  - на висоті 3000 м: 5.2 м/с
- Максимальна швидкість обертання навколо поздовжньої осі: 4 рад/с / 6 рад/с
- Дальність польоту: 705 км
- Практична стеля: 4000 м
- Тривалість польоту: 2 години
- Максимально допустимі перевантаження:
  - позитивне: 9 G
  - негативне: 6 G
- Довжина розбігу: 150 м
- Довжина пробігу: 465 м